# Acrographinotus ceratopygus
Acrographinotus ceratopygus is een hooiwagen uit de familie Gonyleptidae. De wetenschappelijke naam van Acrographinotus ceratopygus gaat  terug op Soares & Bauab-Vianna.